# Theodore Long
Pour les articles homonymes, voir Long.
Theodore Robert Rufus Long (né le 15 septembre 1947 à Birmingham), plus connu sous le nom de Teddy Long, est un arbitre, commentateur et manager de catch. Il se fait connaitre en tant qu'arbitre à la National Wrestling Alliance puis à la World Championship Wrestling où il devient manager et aide notamment Doom (Ron Simmons et Butch Reed) à devenir champion du monde par équipes de la National Wrestling Alliance (NWA) avant de rejoindre l'équipe de commentateurs de cette fédération. Il rejoint la World Wrestling Federation/Entertainment en 1999 d'abord en tant qu'arbitre puis en tant que manager puis manager général de SmackDown.

## Carrière

### National Wrestling Alliance et World Championship Wrestling (1990-1999)
Long commence à travailler pour le promoteur Dwaine Henderson qui a une fédération de catch en Alabama. 
Dans les années 1980, il est à la Mid-Atlantic Championship Wrestling (en), une fédération affilié à la National Wrestling Alliance (NWA) qui change de nom en 1988 pour devenir la World Championship Wrestling (WCW) après le rachat par Ted Turner. À la suite de l'absence d'un arbitre, on lui propose de le remplacer et rapidement il devient arbitre à plein temps. Il est notamment l'arbitre le 20 février 1989 au cours de Chi-Town Rumble du match pour le championnat du monde poids lourd de la NWA opposant le champion Ric Flair à Ricky Steamboat. Steamboat devient champion du monde ce jour-là. Le 2 avril 1989, il fait un compte de trois rapide qui fait perdre le titre de champion du monde par équipes de la NWA (version Mid-Atlantic) aux Road Warriors au profit de Steve Williams et Mike Rotunda.
Après ce combat, les dirigeants de la WCW annoncent la suspension de Long comme arbitre. Il devient alors manager et commence par s'occuper des Skyscrapers (Danny Spivey et Sid Vicious). Mean Mark Callous se rajoute au clan quand Vicious se blesse. Ils sont notamment les rivaux des Road Warriors.
Ce clan cesse d'exister en 1990 et Long devient le manager de Ron Simmons et Butch Reed qui forment l'équipe Doom. Long affronte Paul Ellering dans un Hair vs. Hair match le 19 mai 1990 à Capital Combat que Long perd. Plus tard lors de ce spectacle, Doom remporte le championnat du monde par équipes de la NWA (version Mid-Atlantic) en battant les Steiner Brothers. La WCW décide de faire de Doom les premiers champions du monde par équipes de la WCW le 1er janvier 1991. Ils perdent ce titre le 24 février au cours de WrestleWar (en) face à The Fabulous Freebirds (Jimmy Garvin et Michael Hayes). L'équipe se dissout quand  Reed et Long trahissent Simmons. 
Après le départ de Reed de la WCW, Long devient le manager de Johnny B Badd. 

### World Wrestling Entertainment (1999-2007)
Il a arbitré le match par équipes (mixte) entre Jeff Jarrett et Debra contre Val Venis et Nicole Bass à WWF Over The Edge 1999 juste après l'accident mortel d'Owen Hart.

#### Manager Général deSmackDownet départ (2003-2007)

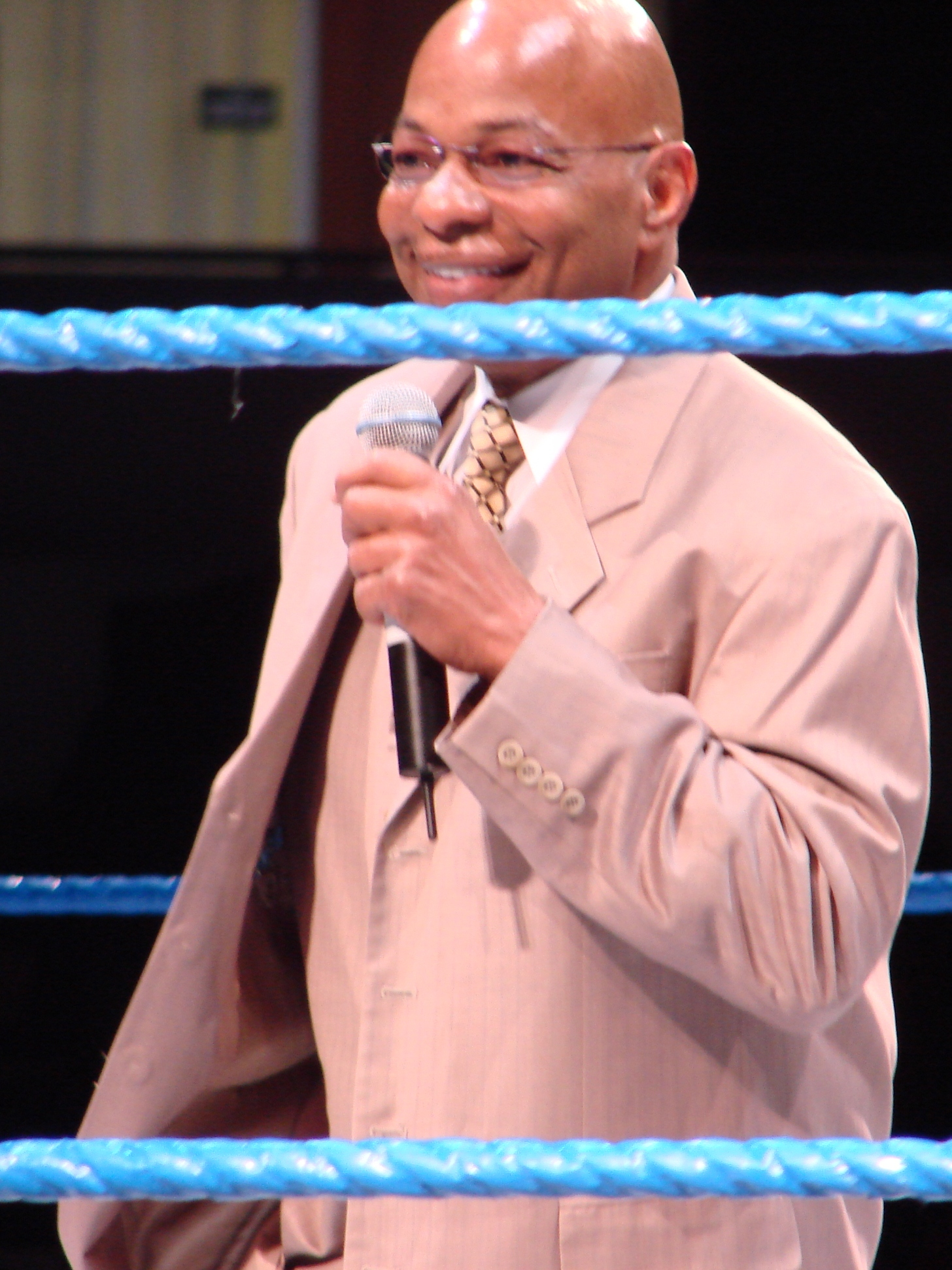
Theodore Long en 2007.

En 2003, il fut le manager de Mark Henry à Raw.
Son règne en tant que manager général était le plus long de l'histoire de Smackdown!.
En 2005, il signe le contrat le plus cher dans l'histoire de la WWE avec MVP. C'est le contrat le plus long qu'il a signé dans sa carrière.

### Retour à la World Wrestling Entertainment (2008-2014)

#### Manager Général de la ECW (2008-2009)
Il arrive à la ECW, à la suite du renvoi de Armando Estrada le 3 juin 2008. Taryn Terrell, ancienne modèle de Playboy et ancienne participante du WWE Diva Search a été embauchée comme assistante de Teddy Long à la ECW sous le pseudonyme de Tiffany. Theodore Long a ramené le WWE World Tag Team Championship de Raw à la ECW.

#### Manager Général deSmackDown(2009-2012)
À la suite du départ de Vickie Guerrero à Raw, le poste est vacant et Teddy Long redevient alors manager général de la division le 7 avril 2009 lors de ECW.
Début 2012, il entame une rivalité avec John Laurinaitis.
Lors de WrestleMania XXVIII, son équipe perd face à celle de Laurinaitis, et ce dernier prend donc le pouvoir de Raw et de SmackDown.
Il a ensuite travaillé pour John Laurinaitis.

#### Assistant de Booker T (2012-2013)
Il est nommé assistant du nouveau GM de SmackDown, Booker T, par ce dernier lors de l'édition du 3 août.

#### Inactivité puis départ (2013-2014)
Vickie Guerrero fait son retour le 19 juillet 2013 et remplace Theodore Long, qui remplaçait Booker T pendant sa convalescence.
Il est depuis inactif.
Le 12 juin 2014, la WWE annonce son départ de la fédération.

### Retour à la WWE et diverses apparitions (2016-...)
Lors de l'épisode de Raw du 6 juin 2016, Teddy Long fait une apparition au sein de la fédération après plusieurs années d'absence, pour réclamer le poste de General Manager de SmackDown. Cela fait suite à l'annonce faite quelques semaines plus tôt du retour de la Brand Extension et du passage de SmackDown en direct les mardis, à partir de juillet 2016. Il a été informé qu'il serait intronisé au WWE Hall of Fame 2017 et aurait signé un contrat de légende.
Le 22 janvier 2018, il fait une apparition à l'occasion des 25 ans de Raw.
Le 4 janvier 2021, il fait une apparition à Raw pour régler un litige entre Kofi Kingston et Xavier Woods d'une part et The Miz et John Morrison en organisant un match entre eux. Le 7 mai 2021 à SmackDown, il fait une apparition pour ajouter une stipulation au match entre Cesaro et Seth Rollins.
Le 23 janvier 2023 à Raw, il fait une apparition pour les 30 ans de l'émission afin d'organiser un match entre Seth Rollins et The Street Profits face à Imperium.

## Palmarès
- World Wrestling Entertainment
  - WWE Hall of Fame 2017
- Combat Sport Pro
  - Hall of Fame (Class of 2015)
- National Wrestling Alliance
  - NWA Hall of Fame (Class of 2014)

## Récompenses des magazines
- Pro Wrestling Illustrated
  - Manager de l'année en 1990

- Wrestling Observer Newsletter awards
  - Worst Worked Match of the Year en 2005 contre Eric Bischoff aux Survivor Series